# 槇ひろ子
槇 ひろ子（まき ひろこ、1924年4月8日 - ）は、東京都出身の女優。身長は151cm、体重は42kg、靴のサイズは23cmである。旧芸名は槙 ひろ子である。

## 人物・略歴
前進座出身。
趣味・特技は狼狽。

## 出演

### テレビドラマ

#### NHK
- 大河ドラマ 勝海舟（1974年） - 佐和之介の母親
- 腕におぼえあり 第3シリーズ（1993年）
- 水曜シリーズドラマ 私の中の誰か-買い物依存症の女たち（1998年）

#### 日本テレビ系列
- 太陽にほえろ!
  - 第58話「夜明けの青春」（1973年） - 「いちふく」女将
  - 第105話「この仕事が好きだから」（1974年） - 加藤の母親
  - 第278話「刑事嫌い」（1977年）
  - 第453話「俺を撃て! 山さん」（1981年）
  - 第466話「ひとりぼっちの死」（1981年） - アパート大家
  - 第663話「1970年9月13日」（1985年） - 上田夫人
  - 第688話「ホノルル・大誘拐」、第689話「キラウェア・大追跡」（1986年） - キヌヨ・タチハラ
  - 太陽にほえろ! PART2 第10話「DJ刑事・ステバチ作戦」（1987年） - 清掃員
- 伝七捕物帳
  - 第11話「紅葉に消えた子守唄」（1973年）
  - 第31話「島から来た花嫁」（1974年）
  - 第152話「哭いた川面の夫婦鳥」（1977年）
- はぐれ刑事 第9話「誘拐」（1975年） - 和子の妹
- 大都会 闘いの日々 第3話「身がわり」（1976年）
- 火曜サスペンス劇場
  - 女監察医・室生亜季子 第1作（1986年） - 清水はな
  - 女検事・霞夕子 第6作（1988年）

#### TBS系列
- 噂の刑事トミーとマツ 第2シリーズ 第6話「トミー仰天! マツの巨大デベソ突き」（1982年） - 佐伯梅（青木健次郎の家の乳母）
- 西田敏行の泣いてたまるか 第11話「犬ちゃん恋におちて」（1987年）
- 月曜ドラマスペシャル / 真夏のサンタクロース（1992年）
- 月曜ミステリー劇場 自治会長 糸井緋芽子 社宅の事件簿 第1作（2001年） - 幸江の実家の隣人

#### フジテレビ系列
- 一心太助 第22話「大泥棒学入門」（1972年） - お神さん ※槙ひろ子名義
- 教師びんびん物語 第8話「銀座はオレのステージだ!」（1988年）
- ナニワ金融道 第1作（1996年） - 孫請の妻

#### テレビ朝日
- 特別機動捜査隊 第426話「鉄火芸者」（1969年） - 主婦
- 特捜最前線
  - 第20話「刑事を愛した女」（1977年）
  - 第462話「大崎の女・凍死トリック、死を招く雨!」（1986年）
  - 第498話「雪に消えた憎しみ」（1987年）
- 敬礼!さわやかさん 第13話「あなたは甲子園の星!」（1976年）
- 達磨大助事件帳 第4話「待っていた女」（1977年）
- 若さま侍捕物帳 第4話「参上!!悲恋の罠」（1978年）
- ザ・ハングマン（1981年）
  - 第24話「ハレンチ検事は被告席で泣け」 - 荒井電工の近所の住人
  - 第44話「人狩り村に潜入せよ」
- 土曜ワイド劇場
  - アスレチッククラブ華麗な女の斗い（1986年）
  - 替え玉結婚式殺人事件「アフリカから来たニセ花婿と花嫁に復讐のワナ・東京-日向-霧島温泉」（1992年）
  - 新・法医学教室の事件ファイル 第4作（1996年） - 門野の隣人
  - 車椅子の弁護士・水島威 第7作「婚約者に殺された女?ホームページに絶対アリバイ…逆転無罪の真相に迫る女検事に危険な罠が?」（1999年）
  - 万引きウオッチャー小林みなみ事件日誌 第1作（2000年）
  - おばはん刑事!流石姫子 第4作（2000年）
  - タクシードライバーの推理日誌 第15作「二つの顔を持つ乗客」（2001年） - 小池
- 代表取締役刑事 第17話「若者のすべて」（1991年）
- 外科医柊又三郎 第1シリーズ 第3話「思い過ごしも恋のうち」（1995年） - 大宮きぬ
- 爆竜戦隊アバレンジャー 第6話「アバレアイドル老け娘」（2003年） - 老リリアン
- 女ふたり捜査官 スペシャル

#### テレビ東京系列
- プレイガール 第222話「怪談 屋根裏の幽霊」（1973年）
- 大江戸捜査網
  - 第121話「無礼討ち返上」（1974年） - 女将 役
  - 第149話「消えた死美人」（1974年）
  - 第235話「恐怖の町人斬り」（1976年） - 京極たか 役
  - 第343話「泥沼に咲いた女郎花」（1978年）
  - 第480話「謎を呼ぶ傀儡人形」（1981年）
  - 第500話「涙で嫁ぐ盗賊の娘」（1981年）
- 快傑ズバット（1977年）
  - 第14話「白羽の矢 涙の別れ」 - 美登の母 役
  - 第21話「さらば瞼の母」 - 老女中 役
- そば屋梅吉捕物帳 第24話「女狐獄門旅」（1980年）
- あいつと俺（1984年）※1980年制作
  - 第5話「青春の脅迫者 -釧路-」
  - 第10話「霧の街の少女 -湯布院-」

### 映画
- 臍閣下（1969年） - お家 役
- 夢
- スサミノソラ - キクチヨ 役
- wasabi
- みち潮のピコ（2005年）